# Cataloipus thomasi
Cataloipus thomasi är en insektsart som beskrevs av Boris Petrovich Uvarov 1933. Cataloipus thomasi ingår i släktet Cataloipus och familjen gräshoppor. Inga underarter finns listade i Catalogue of Life.